# Kei Kamara
Kei Kamara (ur. 1 września 1984 w Kenema) – sierraleoński piłkarz występujący na pozycji napastnika. Jest zawodnikiem Los Angeles FC.
W swojej ojczyźnie grał w Kallon FC. Następnie wyjechał do Stanów Zjednoczonych, gdzie jego pierwszą drużyną była uniwersytecka Dominguez Hills. Pierwsze kroki w seniorskim futbolu stawiał w Orange County Blue Star. W 2006 roku poprzez draft MLS trafił do Columbus Crew.
W 2008 roku powędrował do San Jose Earthquakes w ramach wymiany za Briana Carrolla. W barwach tej drużyny zagrał 12 razy i zdobył 2 bramki.
24 lipca 2008 przeszedł do klubu Houston Dynamo, a w następnym sezonie został zawodnikiem Kansas City Wizards. Grał też w Norwich City, Middlesbrough i Columbus Crew. W 2016 trafił do New England Revolution. Następnie grał w: Colorado Rapids, Minnesocie United, HIFK Fotboll, CF Montréal i Chicago Fire. W 2024 przeszedł do Los Angeles FC.
W drużynie narodowej Kamara zadebiutował w meczu Eliminacji Mistrzostw Świata przeciwko RPA.